# Heinrich Ballmann
Heinrich Ballmann (* 6. November 1856 in Hall in Tirol; † 22. September 1922 in Feldkirch) war ein österreichischer Jurist, Komponist und Musikaliensammler.
Heinrich Ballmann war der Sohn von Alois Ballmann (1814–1882), Organist und Chordirigent in Hall. Er besuchte das Gymnasium in Hall und studierte anschließend Jura. 1894 wurde er Bezirksgerichtsadjunct in Dornbirn, 1900 wurde er Bezirksrichter, 1910 Landgerichtsrat und 1920 Oberlandesgerichtsrat in Feldkirch. Von 1894 bis 1920 war er Mandatar des Tiroler Landesmuseums Ferdinandeum.
Heinrich Ballmann war sehr musikalisch und komponierte u. a. Lieder, Kirchenwerke und Klaviermusik. Vor allem besaß er eine umfangreiche Sammlung von Musikalienhandschriften und -drucken, die auf seinen Vater zurückging. Diese gelangte über das Haller Stadtarchiv in die Musiksammlung des Tiroler Landesmuseums und bildet dort einen wichtigen Teil der Notensammlung.
Für die Bände 4, 11 und 12 des Allgemeinen Lexikons der Bildenden Künstler von der Antike bis zur Gegenwart schrieb er Artikel zu Tiroler Künstlern.